# Pervorossijane
Pervorossijane (Первороссияне) è un film del 1967 diretto da Aleksandr Gavrilovič Ivanov e Evgenij Šiffers.